# Jörn Schipper
Jörn Schipper (* 14. Oktober 1955 in Bremen) ist ein deutscher Schlagzeuger und Komponist des Modern Jazz. Gelegentlich spielt er auch Vibraphon, Tuba, Euphonium oder Bassgitarre.

## Leben und Wirken
Schipper studierte zunächst Schulmusik und Behindertenpädagogik an der Universität Bremen und spielte in der Rockband „Tequila Sunrise“, bevor er eine Ausbildung als Jazzschlagzeuger und Komponist am Berklee College of Music und der Hochschule für Musik und Theater Hamburg absolvierte. Daneben nahm er Unterricht bei Gerry Brown und Adam Nussbaum. Er gründete eigene Ensembles, wie „Cool Blue“, „Planet Blow“ oder „Extended String Ensemble“. Seit 1982 konzertierte er auch international. Weiterhin spielte er in zahlreichen Bandprojekten von Gabriele Hasler (etwa „Foolish Heart“), bildete aber auch Gruppen mit Manfred Bründl sowie mit Bob Degen und Thomas Heidepriem. Schipper trat auch mit Solokonzerten auf, gehört zu den „Beat Poets“ oder dem Trio „Fringe“ und spielt im „Ensemble en Silence“ auch zeitgenössische Musik. Seit 2001 leitete er das Reduced Noise Ensemble.
Schipper unterrichtete an der Musikhochschule Frankfurt und ist Mitbegründer der „Landesarbeitsgemeinschaft für Jazz und improvisierte Musik in Hessen“.

## Diskographische Hinweise
- Planet Blow Alien Lunatic (mit Roger Hanschel und Carl Ludwig Hübsch, 1994)
- Familienglück (mit Gabriele Hasler, Andreas Willers, Hans Lüdemann, 1996/97)
- CORE (mit Günter Christmann und Alexander Frangenheim), Creative Sources, 2010

## Lexigraphische Einträge
- Martin Kunzler: Jazz-Lexikon. Band 2: M–Z (= rororo-Sachbuch. Bd. 16513). 2. Auflage. Rowohlt, Reinbek bei Hamburg 2004, ISBN 3-499-16513-9.
- Jürgen Wölfer: Jazz in Deutschland. Das Lexikon. Alle Musiker und Plattenfirmen von 1920 bis heute. Hannibal Verlag, St. Höfen 2008, ISBN 978-3-85445-274-4